# Shaker Loops
Shaker Loops er et musikstykke af den amerikanske komponist John Adams, oprindelig skrevet for strygerseptet. En version for strygeorkester fulgte i 1983 og blev uropført i april samme år Alice Tully Hall i New York, dirigeret af Michael Tilson Thomas.
| Musik | Spire Denne musikartikel er en spire som bør udbygges. Du er velkommen til at hjælpe Wikipedia ved at udvide den. |